# Complexe de Vaska
Le complexe de Vaska, nom d'usage du trans-chlorocarbonylbis(triphénylphosphine)iridium(I), est un composé chimique de formule trans-[IrCl(CO)(Ph3P)2].
Il s'agit d'un complexe organométallique diamagnétique de configuration plane carrée constitué d'un atome central d'iridium Ir coordonné à deux ligands de triphénylphosphine Ph3P l'un en face de l'autre (configuration trans) ainsi qu'à un anion chlorure Cl− et un groupe carbonyle CO.
Ce complexe peut subir une addition oxydante et est connu pour sa capacité à fixer l'oxygène O2 de façon réversible. Il a été décrit en 1961 par Vaska et al. et a ouvert la voie au concept de catalyse homogène, très employé en chimie organique.
Son rôle de catalyseur dans des réactions d'échange hydrogène-deutérium et d'isomérisation d'hydrocarbures a été très tôt démontré en phase homogène et sous conditions modérées.